# 3 км (зупинний пункт, Південна залізниця, Кременчуцький район)
3 кіломе́тр — пасажирський залізничний зупинний пункт Полтавської дирекції Південної залізниці на лінії Бурти — Рублівка між станціями Бурти (3 км) та Світловодськ (9 км). Розташований у селі Білецьківка Кременчуцького району Полтавської області.

## Пасажирське сполучення
Станом на березень 2020 року щодня три пари дизель-поїздів прямули за напрямком Бурти — Світловодськ / 27 км.